# Tour EDF
Tour EDF je kancelářský mrakodrap v Pařížské moderní čtvrti La Défense. Mrakodrap byl postaven a také se jmenuje podle francouzské společnosti Électricité de France, byl dokončen v roce 2001, navrhl ho architekt Henry N. Cobb. Je vysoký 165 metrů, měří až 70 metrů a na šířku až 32 metrů.

## Vzhled
Architekt pro budovu zvolil plastický tvar s půdorysem vycházejícím z elipsy a mrakodrap také vede v ose s Vítězným obloukem v centru Paříže. Tour EDF má výraznou fasádu, která tvoří pruhy z lesklé nerezové bronzové oceli a skla.
Fasáda má z pohledu z ulice Axe Historique v sobě kuželovitou výseč až do výše 26. patra (což je ve stejné výšce jako končí prázdný prostor moderního oblouku Grande Arche). Výseč slouží také jako vchod do budovy, který zakrývá ocelová elipsovitá stříška v průměrů 24 metrů, která slouží i jako místo pro setkání a vytvořila nové veřejné kryté prostranství.
Budovu uvnitř tvoří železobetonové elipsovité jádro ve kterém se nachází výtahy a další technické zázemí budovy.
Mrakodrap velmi díky svému elipsovitému tvaru vyniká mezi okolními hranatými stavbami.

## Fotogalerie

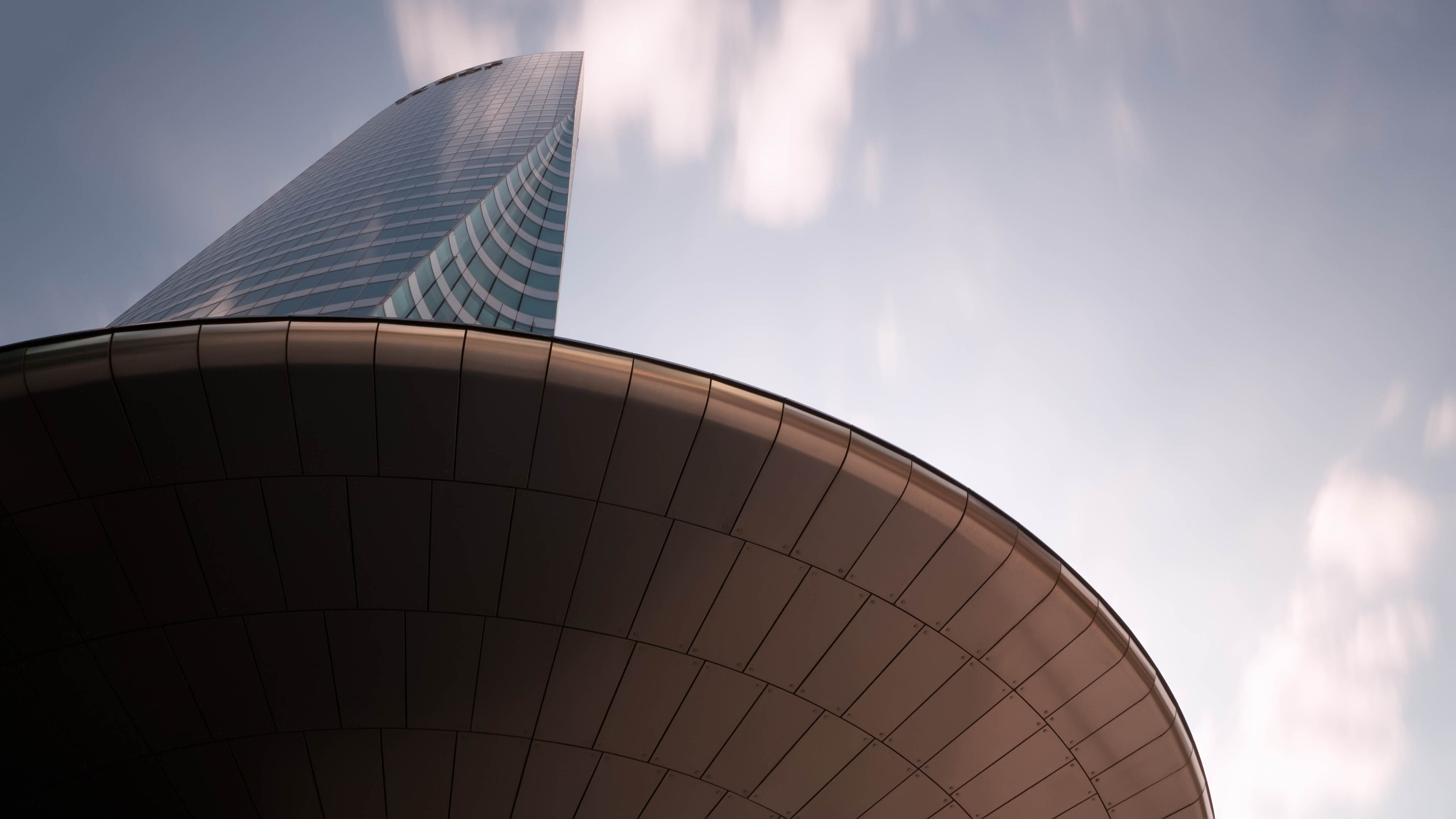
Detail elipsovité střechy u vstupu (2013)